# Coronation Street
Coronation Street (pot. Corrie) – brytyjska opera mydlana, emitowana nieprzerwanie od 9 grudnia 1960. Spośród nadal produkowanych seriali jest to najdłużej emitowana opera mydlana na świecie. Pierwotnym producentem serialu była Granada Television, która udostępniała go również pozostałym stacjom sieci ITV. Obecnie jest to jedna ze sztandarowych produkcji ITV1.
Elementem łączącym setki postaci i wątków które przewinęły się przez serial, jest tytułowa Coronation Street – fikcyjna ulica w Manchesterze, gdzie kręcony jest serial. To właśnie perypetie kolejnych pokoleń jej mieszkańców są główną osią fabuły. Mimo swojego mocno brytyjskiego charakteru, podkreślanego m.in. północnoangielskim akcentem wielu bohaterów, serial cieszy się dużą popularnością także w innych krajach anglojęzycznych, przede wszystkim w Australii i Nowej Zelandii.
Częstotliwość emisji serialu zmieniała się – początkowo był na ekranach dwa razy na tydzień, w związku z czym kilka młodszych seriali posiada więcej od niego odcinków. Na rynku brytyjskim pokazywanych jest sześć premierowych odcinków w tygodniu (po dwa odcinki w poniedziałki, środy i piątki).
W Polsce serial ten emitowała pod oryginalnym tytułem TVP Regionalna od 7 kwietnia 1999 do 6 sierpnia 1999. Pokazywano odcinki z 1992.

## Obsada
| Postać                  | Aktor/Aktorka            | Lata                                           |
| ----------------------- | ------------------------ | ---------------------------------------------- |
| Ken Barlow              | William Roache           | od 1960                                        |
| Emily Bishop            | Eileen Derbyshire        | 1961-2016                                      |
| Rita Sullivan           | Barbara Knox             | 1964, od 1972                                  |
| Peter Barlow            | Chris Gascoyne           | 2000–2003, od 2007                             |
| Betty Williams          | Betty Driver             | od 1969                                        |
| Deirdre Barlow          | Anne Kirkbride           | 1972-2014                                      |
| Gail McIntyre           | Helen Worth              | od 1974                                        |
| Audrey Roberts          | Sue Nicholls             | 1979, 1980, 1981, od 1984                      |
| Jack Duckworth          | Bill Tarmey              | 1979, 1981–2012                                |
| Nick Tilsley            | Ben Price                | 1981–1996, 1997–1999, 2002, 2003–2004, od 2009 |
| Kevin Webster           | Michael Le Vell          | od 1983                                        |
| Bill Webster            | Peter Armitage           | 1984–1985, 1995–1997, od 2006                  |
| Sally Webster           | Sally Whittaker          | od 1986                                        |
| Liz McDonald            | Beverley Callard         | 1989–1998, 2000–2001, od 2003                  |
| Steve McDonald          | Simon Gregson            | od 1989                                        |
| Rosie Webster           | Helen Flanagan           | od 1990                                        |
| David Platt             | Jack P. Shepherd         | od 1990                                        |
| Norris Cole             | Malcolm Hebden           | 1994–1997, od 1999                             |
| Sophie Webster          | Brooke Vincent           | od 1994                                        |
| Roy Cropper             | David Neilson            | od 1995                                        |
| Ashley Peacock          | Steven Arnold            | od 1996                                        |
| Janice Battersby        | Vicky Entwistle          | od 1997                                        |
| Leanne Battersby        | Jane Danson              | 1997–2000, od 2004                             |
| Hayley Cropper          | Julie Hesmondhalgh       | od 1998                                        |
| Jackie Dobbs            | Margi Clarke             | 1998–1999, od 2008                             |
| Tyrone Dobbs            | Alan Halsall             | od 1998                                        |
| Dev Alahan              | Jimmi Harkishin          | od 1999                                        |
| Eileen Grimshaw         | Sue Cleaver              | od 2000                                        |
| Kirk Sutherland         | Andrew Whyment           | od 2000                                        |
| Jason Grimshaw          | Ryan Thomas              | od 2000                                        |
| Sunita Alahan           | Shobna Gulati            | 2001–2006, od 2009                             |
| Fiz Stape               | Jennie McAlpine          | od 2001                                        |
| Ciaran McCarthy         | Keith Duffy              | 2002–2005, od 2010                             |
| Tracy Barlow            | Kate Ford                | 2002–2007, od 2010                             |
| Claire Peacock          | Julia Haworth            | od 2003                                        |
| Simon Barlow            | Alex Bain                | od 2008                                        |
| Sean Tully              | Antony Cotton            | od 2003                                        |
| Chesney Battersby-Brown | Sam Aston                | od 2003                                        |
| Adam Barlow             | Sam Robertson            | 2004-2007, od 2016                             |
| Lloyd Mullaney          | Craig Charles            | od 2005                                        |
| Molly Dobbs             | Vicky Binns              | od 2005                                        |
| Becky McDonald          | Katherine Kelly          | 2006-2012                                      |
| Chris Dylan             | Gregory Greenman         | od 2006                                        |
| Michelle Connor         | Kym Marsh                | od 2006                                        |
| Ryan Connor             | Ben Thompson             | od 2006                                        |
| Carla Connor            | Alison King              | 2006–                                          |
| Teresa Bryant           | Karen Henthorn           | od 2007                                        |
| John Stape              | Graeme Hawley            | od 2007                                        |
| Tina McIntyre           | Michelle Keegan          | od 2008                                        |
| Graeme Proctor          | Craig Gazey              | od 2008                                        |
| Julie Carp              | Katy Cavanagh            | od 2008                                        |
| Natasha Blakeman        | Rachel Leskovac          | od 2008                                        |
| Pam Hobsworth           | Kate Anthony             | od 2008                                        |
| Eddie Windass           | Steve Huison             | od 2008                                        |
| Anna Windass            | Debbie Rush              | od 2008                                        |
| Gary Windass            | Mikey North              | od 2008                                        |
| Mary Taylor             | Pattie Clare             | od 2008                                        |
| Sian Powers             | Sacha Parkinson          | od 2009                                        |
| Connie Rathbone         | Rita May                 | od 2009                                        |
| Trevor Dean             | Steve Jackson            | od 2010                                        |
| Amy Barlow              | Elle Mulvaney            | od 2010                                        |
| Daniel Osbourne         | Rob Mallard              | od 2016                                        |
| Shona Platt             | Julia Goulding           | od 2016                                        |
| Nina Lucas              | Mollie Gallagher         | od 2019                                        |
| Dee Dee Bailey          | Channique Sterling-Brown | od 2022                                        |
| Lauren Bolton           | Cait Fitton              | od 2022                                        |
| Cassie Plummer          | Claire Sweeney           | od 2023                                        |
| Rowan Cunliffe          | Emrhys Cooper            | od 2024                                        |